# Bonnet de water-polo

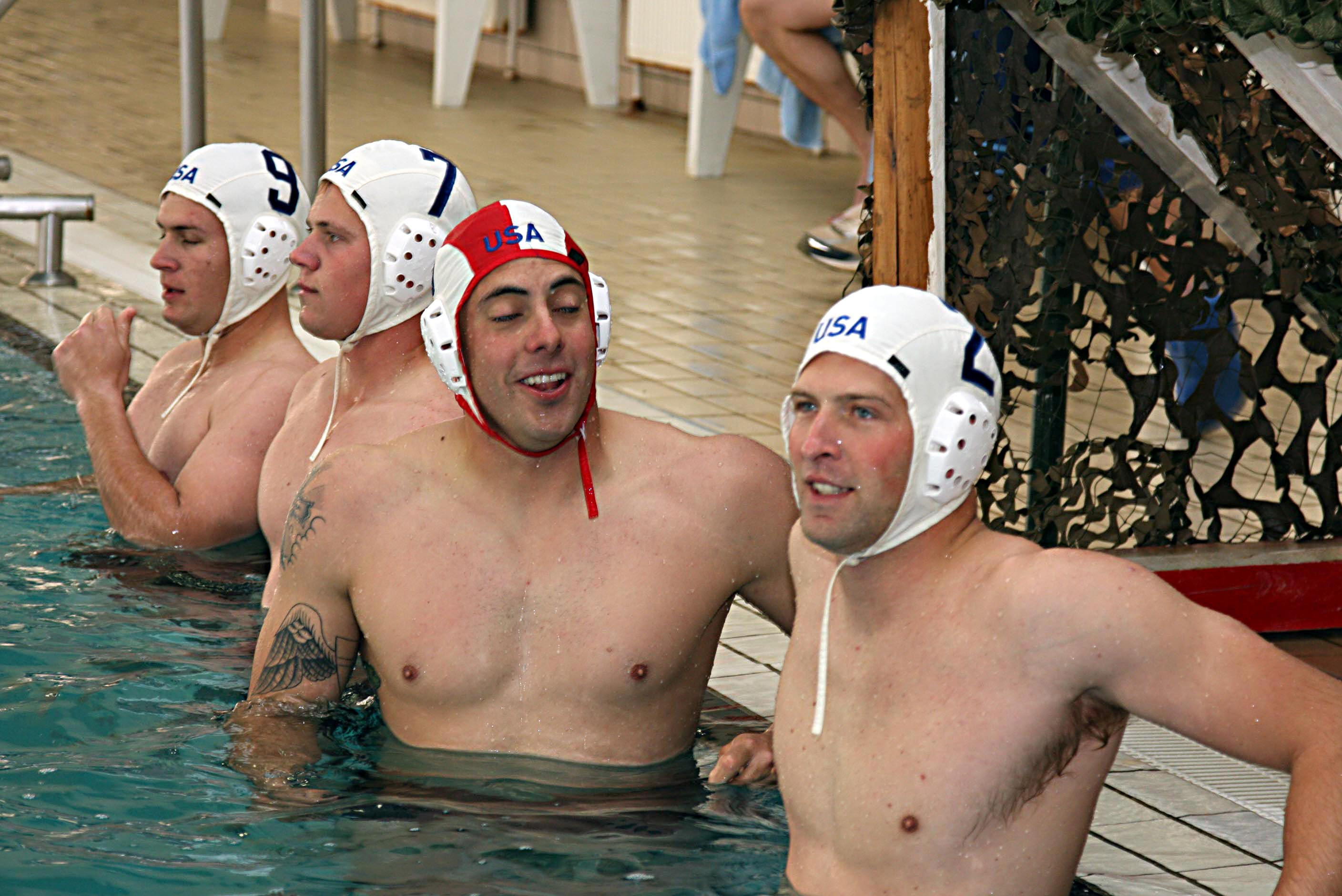
Joueurs de water polo avec leurs bonnets

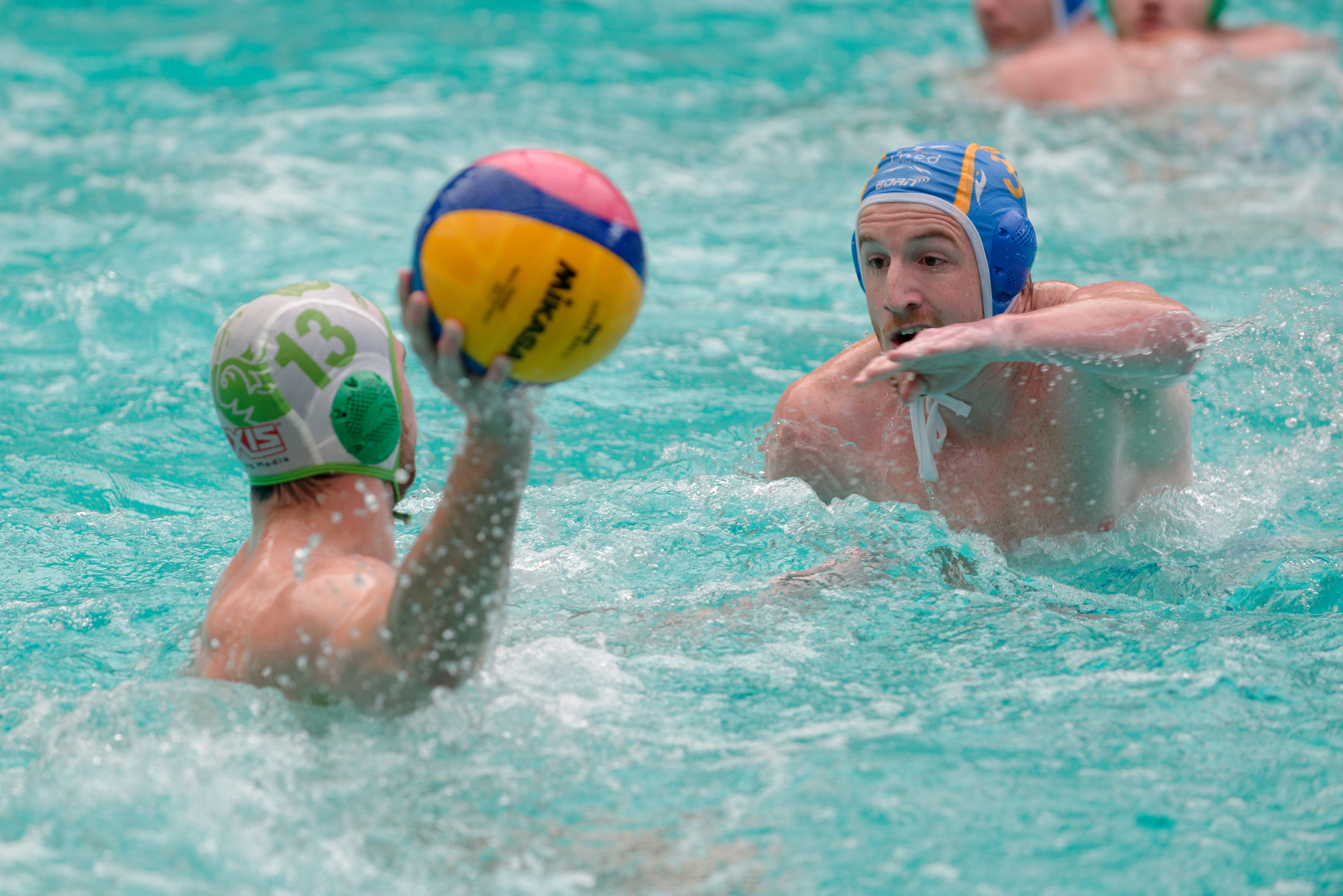
Exemple de bonnets utilisé lors d'une compétition nationale (ici la coupe de la Ligue en France)

Un bonnet de water-polo est un casque utilisé dans les sports d'équipe subaquatiques comme le water-polo, mais aussi le hockey subaquatique par exemple.

## Conception
C'est un bonnet de bain de natation, mais doté de protections rigides au niveau des oreilles, pour les protéger des chocs avec le ballon de water-polo. Le numéro des joueurs est imprimé sur le bonnet, ce qui permet d'identifier facilement les nageurs dès lors qu'ils sortent la tête de l'eau.

## Water-polo
Chacune des deux équipes a une couleur de bonnet différente : bleu pour l'équipe des visiteurs, blanc pour l'équipe jouant à domicile. Sur les bonnets sont inscrits les numéro des joueurs, comme sur les maillots sportifs.
Le gardien porte un bonnet spécifique, rouge (ou doté d'une bande de rouge). Il porte le numéro 1. Les autres joueurs les numéros 2 à 13, le numéro 13 étant réservé au gardien remplaçant.